# Telicota
Telicota är ett släkte av fjärilar. Telicota ingår i familjen tjockhuvuden.

## Bildgalleri

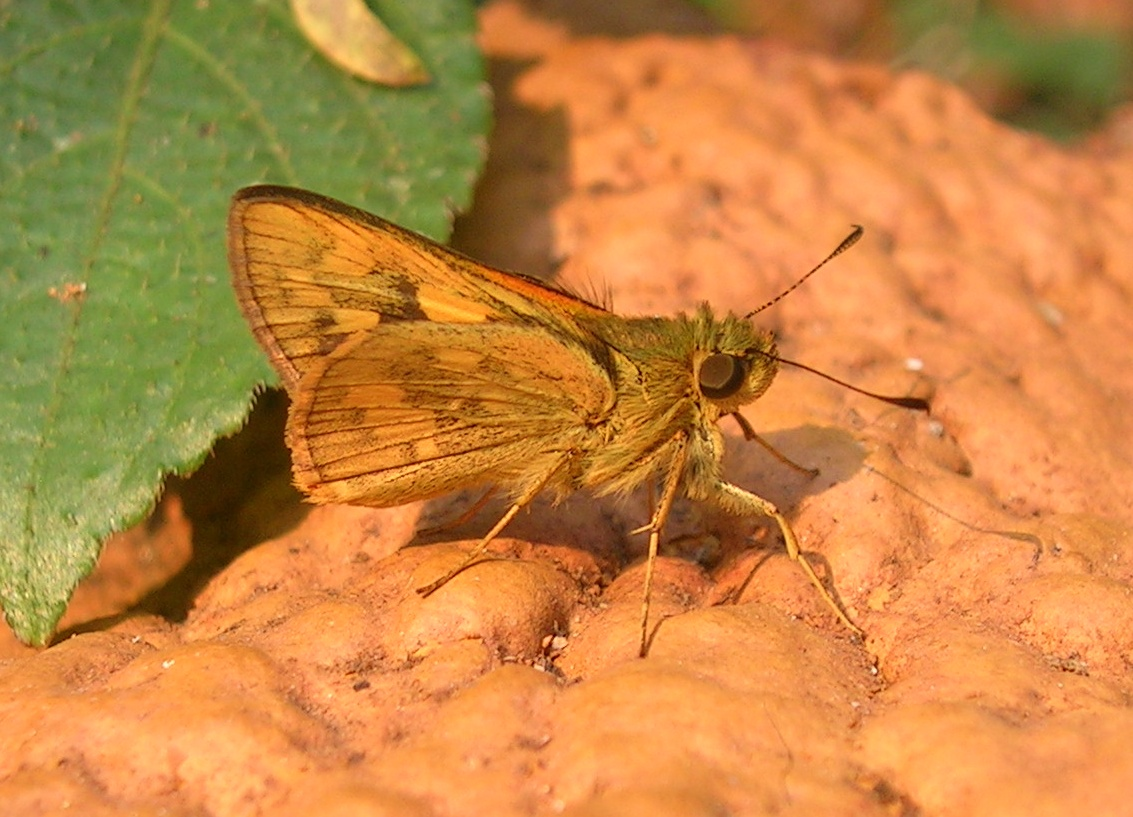
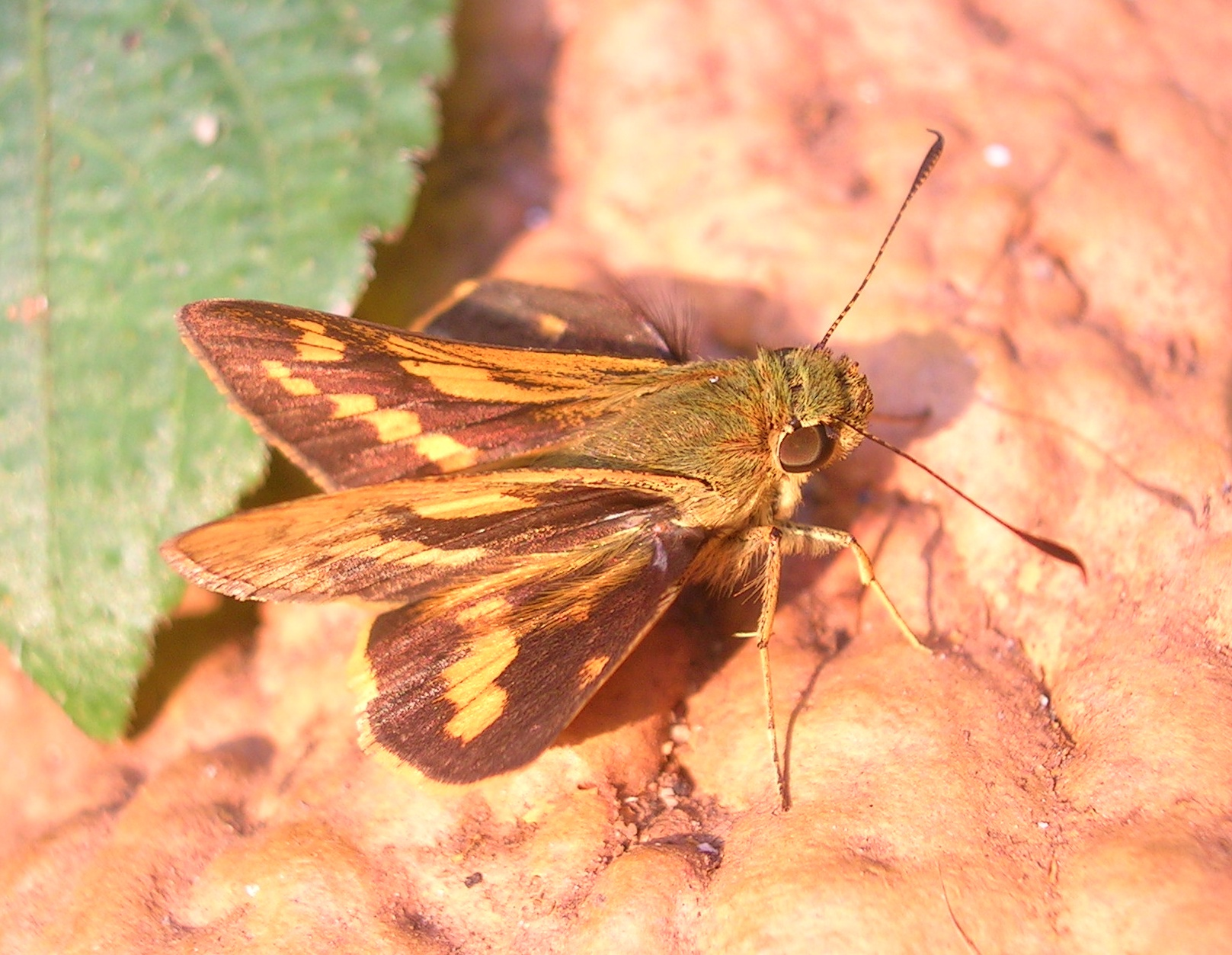

## Dottertaxa tillTelicota, i alfabetisk ordning[1]
- Telicota affinis
- Telicota amba
- Telicota ancilla
- Telicota angiana
- Telicota anisodesma
- Telicota argeus
- Telicota argilus
- Telicota aroa
- Telicota aruba
- Telicota arula
- Telicota augias
- Telicota bactra
- Telicota bambusae
- Telicota baudina
- Telicota besta
- Telicota bina
- Telicota bodra
- Telicota brachydesma
- Telicota brandti
- Telicota bulwa
- Telicota bunga
- Telicota cadmus
- Telicota colon
- Telicota dhamika
- Telicota doba
- Telicota elsa
- Telicota eurotas
- Telicota eurychlora
- Telicota fenia
- Telicota festa
- Telicota florina
- Telicota formosana
- Telicota fruhstorferi
- Telicota gervasa
- Telicota godiva
- Telicota halma
- Telicota hesta
- Telicota hilda
- Telicota horisha
- Telicota iona
- Telicota ixion
- Telicota jactus
- Telicota jania
- Telicota jix
- Telicota kaimana
- Telicota kala
- Telicota kezia
- Telicota kiriwinia
- Telicota krefftii
- Telicota laconia
- Telicota lanka
- Telicota laruta
- Telicota lenna
- Telicota lettina
- Telicota linna
- Telicota lucca
- Telicota mamba
- Telicota melanion
- Telicota mesoptis
- Telicota minda
- Telicota moorei
- Telicota obiensis
- Telicota ohara
- Telicota olivescens
- Telicota paceka
- Telicota pheres
- Telicota puloa
- Telicota pythias
- Telicota rahula
- Telicota ranga
- Telicota sadra
- Telicota sadrella
- Telicota santa
- Telicota solva
- Telicota stinga
- Telicota subha
- Telicota suffusus
- Telicota sula
- Telicota ternatensis
- Telicota testa
- Telicota torsa
- Telicota vaja
- Telicota vedanga
- Telicota vega
- Telicota vinta
- Telicota volens
- Telicota zara